# بروزاد
بروزاد هي قرية في مقاطعة مباركة، إيران. يقدر عدد سكانها بـ 694 نسمة بحسب إحصاء 2016.